# Chiridota fernandensis
Chiridota fernandensis is een zeekomkommer uit de familie Chiridotidae.
De wetenschappelijke naam van de soort werd in 1898 gepubliceerd door Hubert Ludwig.